# Toquí cap-roig
El toquí cap-roig (Atlapetes rufigenis) és un ocell de la família dels passerèl·lids (Passerellidae).

## Descripció
Espècie endèmica del Perú. Messura aproximadament 18,5 cm. És de color gris fosc per sobre i més clar pel ventre. El cap és roig, la brida negre així com al voltant de l'ull. També té una franja malar negra i taques blanques al front. S'alimenta a matolls andins i boscos de Polylepis. La zona de distribució no es solapa amb la del toquí d'Apurímac (Atlapetes forbesi) que és molt semblant ni amb la del toquí arlequí (Atlapetes melanopsis).

## Hàbitat i distribució
Viu als clars del bosc i vegetació secundària dels Andes del nord-oest del Perú. És poc comú als matollars muntanyencs, a boscos de ribera i a boscos de Polylepis a la banda est i oest de la vall superior del riu Marañon. Generalment oscil·la a cotes d'entre 3200 i 4600 m.

## Etimologia
El nom «Atlapetes» deriva del grec antic “Atles” que en la mitologia grega va ser un tità que va ser convertit en una muntanya. «Pets» deriva també del grec antic i significa “ocell”. L'epítet «rufigenis» deriva de les arrels llatines «rufus» significa “roig” i «gena» “galta”.